# Conrad Pflüger
Conrad Pflüger (auch Konrad Pflüger; * um 1450 in Schwaben; † vermutlich 1506 oder 1507 in Leipzig) war ein deutscher Baumeister. Er zählte zu den führenden Architekten und Baumeistern der Spätgotik und galt in den 1490er-Jahren auf seinem Gebiet als künstlerische Instanz und Autorität im albertinischen Sachsen. Er war außerdem Stadtbaumeister zu Görlitz und zugleich herzoglich sächsischer Werkmeister.

## Wirken
Die Herkunft, der Werdegang seiner Ausbildung und die persönlichen Lebensumstände des viel beschäftigten und weit gereisten Schülers Arnolds von Westfalen sind nicht genau bekannt und beruhen nur auf Vermutungen. Im Gegensatz dazu lässt sich das baumeisterliche Wirken Conrad Pflügers, der vor allem als Fachmann für den Gewölbebau spätgotischer Kirchen hohe Wertschätzung genoss, für die Zeit von 1477 bis 1506 gut nachweisen.
Im Jahr 1477 wurde der spätere Architekt und Baumeister erstmals erwähnt als Parlier Arnolds von Westfalen († 1480), dessen Hauptwerk, die Albrechtsburg zu Meißen, er zwischen 1480/81 und 1483 vollendete. Danach beteiligte sich Pflüger ab 1482 am Bau des Schlosses Hartenfels in Torgau, vielleicht ab 1484 am Bau der Moritzburg in Halle und am Bau des Wittenberger Schlosses, wo er ab 1496 als Entwerfer und Bauführer der Schlosskirche nachweisbar ist.
Des Weiteren wirkte Pflüger, gemeinsam mit seinen Parlieren Blasius Börer und Urban Laubanisch, an der Errichtung des Heiligen Grabes und der Kirche St. Peter und Paul in Görlitz, am Bau der Thomaskirche in Leipzig, am Bau der Kreuzkirche in Dresden und am Bau der St.-Annen-Kirche in Annaberg mit. Ebenso werden Pflüger auch einige Gutachten und Entwürfe für den Umbau der Nikolaikirche und den Neubau der Peterskirche in Leipzig zugesprochen.
Conrad Pflüger führte häufig die Grundrisse der Bauvorhaben aus und leitete persönlich den besonders schwierigen Gewölbebau der Kirchen. Der geachtete Baumeister konnte dabei auf ein gut funktionierendes Netzwerk aus Baumeistern, Parlieren und Steinmetzen zurückgreifen und pflegte einen regen Gedanken- und Erfahrungsaustausch zu den ebenfalls in Sachsen arbeitenden Baumeistern Claus Roder, Peter von Pirna und Jacob von Schweinfurt, die sich untereinander bei Bauvorhaben berieten und sich in ihren Arbeiten gegenseitig beeinflussten.
Zwischen 1490 und 1497 nahm Pflüger seinen Wohnsitz in Görlitz, wo er auch das Amt des Stadtbaumeisters wahrnahm. Der herzoglich sächsische Werkmeister zog 1498 wegen des Baus der Dresdner Kreuzkirche nach Meißen und lebte um 1505/06 in Leipzig. Danach verliert sich die Spur des begehrten Fachmannes. Es wird daher angenommen, dass Conrad Pflüger 1506 oder 1507 in Leipzig verstorben ist.

## Bauwerke (Auswahl)
Hinweis: Die Jahreszahlen geben nur die (zum Teil vermuteten) Zeiträume des Wirkens von Conrad Pflüger an nachfolgenden Bauwerken wieder.
- Vollendung des Baus der Albrechtsburg auf dem Burgberg in Meißen (1480/81–1483)
- Beteiligung am Bau des Schlosses Hartenfels in Torgau (1480/81–1485)[4]
- Beteiligung am Bau der Moritzburg in Halle (um 1484)[5]
- Bau des Heiligen Grabes in Görlitz (um 1489–1497)[6]
- Fertigstellung der Stadtkirche St. Peter und Paul in Görlitz (1490–1497)[7]
- Beteiligung am Bau des Wittenberger Schlosses (um 1489/90 und 1496/97)[8]
- Bau des ehemaligen Antoniterklosters in Eicha bei Naunhof (1490–1494)
- Beteiligung am Bau der Thomaskirche in Leipzig (1494–1497)[9]
- Beteiligung am Bau der Kreuzkirche in Dresden (1498–1503/04)[10]
- Beteiligung am Bau der St.-Annen-Kirche in Annaberg (1499–1500/01)[11]
- Beteiligung am Bau des Collegiums der Universität Wittenberg (um 1503)
- Gutachten und Entwürfe für den Umbau der Nikolaikirche in Leipzig (1505–1506)[12]
- Gutachten und Entwürfe für den Bau der Peterskirche in Leipzig (1505–1506)[13]